# ثيوبروما برنولية
ثيوبروما برنولية (الاسم العلمي:Theobroma bernoullii) هي نوع من النباتات يتبع جنس الثيوبروما من الفصيلة الخبازية.